# 尹凤岐 (将军)
尹凤岐（1942年—），山东曲阜人，中国人民解放军原高级将领，中将军衔。 
2000年，授予中将军衔，曾任济南军区副政治委员。
是中共第十六届中央纪律检查委员会委员、第十一届全国政协委员，代表特别邀请人士，分入第五十五组。